# Єжи Добжицький
| Виявлені астероїди : 1 | Виявлені астероїди : 1 |
| ---------------------- | ---------------------- |
| (1572) Поснанія        | 22 вересня 1949 року   |
|                        |                        |

Єжи Добжицький (нар. 8 квітня 1927, пом. 1 лютого 2004 ) — польський історик науки, фахівець з історії астрономії, професор Інституту історії науки Польської академії наук .

## Загальна інформація
Він був одним із його творців і першим обраним директором Інституту історії науки Польської академії наук (у 1989–1995 роках). З 1983 р. брав активну участь у Варшавському науковому товаристві (у 1992–1995 рр. як генеральний секретар, після 1995 р. як секретар III відділу та член Ревізійної комісії). Він був обраним членом Міжнародної академії історії науки (Académie Internationale d'Histoire des Sciences), Міжнародного союзу історії та філософії науки та Міжнародного астрономічного союзу. Будучи членом редакційних комітетів «Studi Galileani» ( Кастель Гандольфо ) та «Journal for the History of Astronomy» ( Кембридж ), він сприяв постійній присутності польських досліджень в історії науки в Західній Європі. Багато років (1976-1997) читав лекції з історії науки в Інституті бібліотекознавства та інформаційної науки на історичному факультеті Варшавського університету . Був членом багатьох наукових комітетів: Комітету історії науки і техніки, Новолатинського комітету Комітету наук про давню культуру, потім Комітету наук про культуру Польської академії наук, Комітету з астрономії, а також наукові ради: Інститут історії науки, Земний архів і музей Польської академії наук. У червні 1968 року він увійшов до складу Підготовчого комітету зі святкування 500-річчя від дня народження Миколи Коперника  .
Серед численних відзнак і нагород професор отримав, зокрема: відзнаку міністра вищої освіти (1953), Командорський хрест Ордена Відродження Польщі (2003), Лицарський хрест Ордену Відродження Польщі (1983), медаль до 25-річчя Польської академії наук (1985) та Почесний знак «За заслуги в архівознавстві» (1995).

## Біографія
Народився в Познані в родині інтелігента. Батько Станіслав Добжицький був філологом та істориком польської літератури. Після смерті Станіслава (15 липня 1931 р.) його дружина Марціанна Добжицька, уроджена Свєрчевська, сама виховувала шістьох дітей. Пізніше всі обрали науковий шлях.
Брати і сестри:
- Станіслав молодший, народжений у Фрайбурзі в 1905 році, став математиком і професором Технічного університету в Любліні;
- Марія (нар. 1906), романіст, була перекладачем (головним чином праць з історії мистецтва);
- Ірена (нар. 1909) стала професором англійської мови в Познанському університеті, а потім деканом англійської мови у Варшавському університеті.
- Ян (нар. 1917), професор хімії за спеціальністю "Цукрова промисловість", читав лекції в Аграрному університеті та Лодзькому технологічному університеті
- Анна (нар. 1920), історик мистецтва, працювала в Національному музеї в Познані куратором Галереї іноземного живопису.

## Період окупації та перші повоєнні роки
У 1939 році Єжи Добжицький закінчив шестикласну початкову школу. Після того, як у грудні 1939 року вся родина була виселена з Познані в рамках акції очищення територій, включених до Рейху, від польського елементу, він оселився в тодішньому Генеральному губернаторстві в Пйотркуві-Трибунальському. У 1940–1945 роках відвідував підпільну середню школу. Одночасно з 1943 року працював помічником у нотаріальній конторі та на сусідньому цукровому заводі. Іспит на атестат зрілості склав екстерном у квітні 1945 року в 1-му Державному ліцеї ім. М. Коперника в Лодзі . Того ж року він повернувся до Познані і 1 червня був прийнятий вивчати астрономію на факультеті математики та природничих наук Познанського університету. Закінчив 4 квітня 1951 року, отримавши ступінь магістра філософії. Магістерський диплом підписали тодішній ректор Казімєж Айдукевич і декан Казімєж Смуліковський .
Ще під час навчання, у 1948 році, він почав працювати в астрономічній обсерваторії університету, спочатку бібліотекарем і волонтером. 1 грудня 1949 р. став молодшим асистентом кафедри астрономії, потім асистентом (з 1 квітня 1951 р.), а після закінчення — з 1 грудня 1952 р. — аспірантом цієї кафедри. Як писав ректор Познанського університету, Добжицький (ще до здобуття ступеня магістра) брав активну участь у спостереженнях, астрономічних розрахунках та іншій роботі обсерваторії. У 1949 разом з А. Квіком винайшов новий астероїд, названий Поснанія, який потім був включений до світового каталогу малих планет, за що він отримав нагороду міністра вищої освіти в 1953 році.
У познанський період, незалежно від своєї педагогічної діяльності, він почав працювати над докторською дисертацією. Провів низку обліково-спостережних робіт. Сконструював і виготовив апарат фотореєстрації кругів схилення меридіанного кола. Брав участь у роботі Польського товариства астрономів-аматорів як член правління Познанського клубу. Брав участь у роботі комітетів з підготовки виставок: святкування року Коперника (1953) у Познані ( Познанське товариство друзів наук), Історія годинника (Античний музей) та постійна експозиція в Музеї Миколи Коперника у Фромборку . Уже тоді (1955 р.) він також розпочав співпрацю з Комітетом історії науки і техніки Польської академії наук (спочатку Комітет історії науки), а особливо з його Групою історії астрономії та з Міжнародний астрономічний союз, для якого склав бібліографію польської астрономії. Він був включений до "Bibliographie générale de l'astronomie 1881-1898". У цей період він спеціалізувався на астрометрії, особливо на позиційній та геодезичній астрономії.
12 листопада 1955 року одружився з Марією Ядвігою Станевською. У грудні 1955 року він став доцентом кафедри астрономії Польської академії наук і разом із дружиною переїхав на астрономічну широтну станцію Польської академії наук у Боровці у районі Шрем біля Корника. Він був там як спостерігач. Разом з  Марією Добжицькою, яка спочатку працювала у Варшавському політехнічному університеті, а потім на станції кафедри астрономії, організували постійну широтну службу (дослідження коливань полюсів Землі), яка була частиною польської програми Міжнародного геофізичного року . Невдовзі служба широт астрономічної станції в Боровці приєдналася до міжнародної організації Service Internationale Rapide des Latitudes .
З жовтня 1957 року Добжицький також проводив візуальні спостереження штучних супутників Землі та продовжував готувати докторську дисертацію під керівництвом тодішнього начальника станції та завідувача кафедри астрономії професора Юзефа Вітковського . Вітковський високо оцінив спостереження телескопа в зеніті, проведені «зі справжнім науковим завзяттям», на які він «не пошкодував часу і сил». Він підкреслив чудові результати, отримані Добжицьким, які збігалися з результатами служби міжнародної широти. Він також процитував думку д-ра Н. Стойко з Паризької обсерваторії : «Les resultats obtenus à Borowiec sont excellents».

## Відділ історії науки і техніки Польської академії наук у Варшаві (1960-ті роки) )
З 1956 року Добжицький співпрацював з відділом історії науки і техніки Польської академії наук і особисто з професором Олександром Біркенмаєром . У налагодженні цієї співпраці йому допомогла раніше підготовлена бібліографія польської астрономічної літератури за 1881–1898 роки. Він був залучений до групи дослідників, які готували колективну працю «Історія астрономії в Польщі ». Робота над нею тривала протягом 1960-х років і була завершена виданням першого тому лише в середині 1970-х років. Другий том вийшов у 1983 році.
Переломним моментом у біографії професора стала співпраця з Біркенмайєром, на той час найвидатнішим знавцем творчості Коперника та особою беззаперечного міжнародного наукового авторитету. Біркенмайєр зміг оцінити чесноти молодого астронома, який поєднував надійні знання своєї дисципліни з чудовим володінням англійської, німецької, французької, латинської та грецької мов.
У 1960 році, склавши докторські іспити в галузі класичної астрономії разом з елементами зоряної астрономії та вищої геодезії з визначення орбіт (а також діалектичного та історичного матеріалізму), Добжицький отримав ступінь доктора математичних і фізичних наук у Академії Адама Міцкевича. Університет у Познані на основі дисертації «Дослідження руху комети Холмса » – Наближення до Юпітера 1906-1913. Одноголосна постанова ради факультету математики, фізики та хімії про затвердження захисту була прийнята 10 грудня 1960 року.
Докторська дисертація була, по суті, дисертацією з класичної астрономії, і вона прямо входила в сферу роботи з небесної механіки. Тим не менш, ряд праць Добжицького, особливо в галузі історії астрономії, зблизили його з дослідженнями, що проводилися у варшавському відділі історії науки і техніки Польської академії наук, очолюваному спочатку астрономом, проф. Євгеніушем Рибкою, а де-факто його заступником істориком, доцентом Єжи Міхальським. У грудні 1960 року Добжицький подав прохання про переведення зі Станції та відділу астрономії Польської академії наук до Відділу історії науки і техніки Польської академії наук у Варшаві. Дозвіл на переведення отримав 18 травня 1961 року. Ще раніше пропозицію Добжицького підтримав наступний завідувач кафедри професор Богдан Суходольський . У листі до Стефана Жолкевського, наукового секретаря Польської академії наук, Суходольський просив прийняти доктора Добжицького на повний робочий день. У ньому він посилався на позитивну оцінку попередніх праць Добжицького, представлену Біркенмайєром, і наголошував на необхідності зміцнення коперніканістики. Жолкевський підтримав цю пропозицію, визнавши першочерговою роботу над виданням Коперника.
1 червня 1961 року Добжицький почав працювати на новому місці. Як доцент у професора Біркенмайєра, у так званій секції III, він проводив дослідження з середньовічної астрономії, астрономії 15-го та 16-го століть та робот Коперника. Він склав критичні видання невеликих астрономічних журналів Коперника та розпочав роботу над продовженням коментаря до "De revolutionibus" . Він також брав участь в організаційній роботі, пов’язаній з майбутнім святкуванням 500-річчя від дня народження Коперника (1973) – він був секретарем Comité Nicolas Copernic, Міжнародного комітету з підготовки всесвітніх святкувань, заснованого в 1965 році Міжнародним союзом з історії та філософії науки (під головуванням проф. Єжи Буковського ); він також був одним із головних організаторів (від імені Польської Академії Наук) конгресу «Colloquia Copernicana» (м.Торунь, 1973 р.), під час якого виступив із доповіддю The Uppsala Notes . Згодом, у 1974 році, він став головою Комітету з науки в епоху Відродження Музею HiFN.
Паралельно готував дипломну роботу. Абілітаційний колоквіум відбувся на факультеті математики, фізики та хімії Університету Миколая Коперника в Торуні . На підставі оцінки його загальних наукових досягнень та поданої дипломної роботи «Теорія прецесії в середньовічній астрономії» він здобув абілітацію та вчений ступінь доцента фізичних наук у галузі історії астрономії, затверджений постановою ради факультету 17.11.1965 р. Диплом підписали тодішній ректор, історик Вітольд Лукашевич, і декан, хімік Вітольд Захаревич . 1 листопада 1966 року був призначений вченим секретарем Польської академії наук Вітольдом Новацьким на посаду незалежного наукового співробітника.
Співпраця з Олександром Біркенмайєром тривала до смерті професора в 1967 році. Через кілька років Добжицький написав невелике дослідження, присвячене своїй діяльності в історії науки.
У травні 1964 р. Біркенмайєр, як голова Наукової ради, і Суходольський, як керівник ZHNiT, подали клопотання про продовження контракту з Добжицьким ще на три роки. У квітні та травні 1963 року Добжицький був на двомісячній стипендії в École Pratique у Парижі. У результаті цього перебування було опубліковано кілька праць французькою мовою, зокрема текст "Galileusz a Polska" та рецензії. У жовтні 1969 р. доцент Добжицький став завідувачем кафедри історії математичних, фізико-хімічних наук ZHNiT. На той час йому було 42 роки. Через п'ять років він отримав звання доцента і був призначений професором Польської академії наук на кафедрі історії науки і техніки.

## Інститут історії науки, освіти і техніки Польської академії наук (1970-ті) )
У 1974 р. ZHNiT було об'єднано з Лабораторією історії освіти Польської академії наук. Тоді було створено кафедру історії науки, освіти і техніки, а професора було призначено заступником керівника з наукової роботи (керівником новоствореної установи став професор Юзеф Мішо, а його заступником із загальних питань – доктор Станіслав Мауерсберг, доцент лабораторії історії освіти).
Окрім директорства, Добжицький також очолював Лабораторію історії точних наук ЖНОіТ. У 1977 році колишню кафедру було перетворено в Інститут історії науки, освіти і техніки. Потім професора призначили заступником директора з наукової роботи.
Ряд сприятливих обставин, що склалися на початку 1970-х років, сприяв створенню кафедри, а потім і Інституту. Польська академія наук стала найбільшою дослідницькою установою в Польщі. Оскільки тогочасна влада прагнула створити привабливий імідж Польщі, на розвиток науки того часу виділялися досить значні кошти. Святкування Року Коперника підняло престиж і важливість досліджень Коперника. Ці питання, викликаючи міжнародний інтерес, дозволили Польщі представити на міжнародній арені сучасну державу, відкриту до співпраці.
У 1974 році Богдан Суходольський вийшов на пенсію. На той час він перестав бути, між іншим, головою Комітету педагогічних наук Польської академії наук і редактором «Kwartalnik Pedagogiczny». Керівництво Академії вирішило, що настав час для об’єднання двох згаданих закладів – ZHNiT і Pracownia Dziejów Oświaty. Для професора Добжицького 1970-ті роки були винятково творчими. Під його редакцією (у серії «Studia Copernicana») вийшли три томи матеріалів Торуньського конгресу коперніковського. У 1975 році вийшло латинське видання «De revolutionibus» з коментарями Біркенмайєра та Добжицького. У тому ж році його важлива стаття про "Commentariolus Коперника" з'явилася в Журналі історії астрономії, копія якої зберігається в Абердіні. Також були опубліковані популярні праці про Коперника та докоперникову астрономію, зокрема монографія «Коперник – учений і громадянин», написана спільно з Маріаном Біскупом. Ця монографія, спочатку опублікована польською та англійською мовами, згодом тричі видавалась у Німеччині: у 1973, 1980 та 1983 роках. У 1973 році вона також була опублікована японською мовою, і разом з роботами інших авторів увійшла до книги "Коперник і сучасність" . У 1975 році нарешті було опубліковано перший том «Історії астрономії в Польщі», а в 1978 році — критичне англійське видання «De revolutionibus» Коперника .
Особливо остання публікація, добре відредагована та професійно підготовлена Добжицьким щодо коментарів і наукового апарату, здобула дуже високу оцінку в наукових колах усього світу. Її захоплені оцінки вплинули на подальшу долю видання. У 1978 році книга була опублікована, паралельно з англомовним польським виданням, у Лондоні та США, а потім у 1992 році була перевидана в США. На даний момент це найпопулярніше англомовне видання головної праці Коперника в професійній версії, яке досі розповсюджується і купується любителями астрономії, цитується в багатьох дослідженнях і дисертаціях, присвячених астрономії Коперника.
Наприкінці 70-х років. Добжицький також став заступником голови Комітету історії науки і техніки Польської академії наук.

## Інститут історії науки Польської академії наук (1980-1990-ті рр.) )
У період першої «Солідарності» професор активно займався профспілковою діяльністю. У 1980 р. він перестав бути заступником директора IHNOiT PAN, зберігши лише посаду завідувача відділу історії науки і техніки. У період воєнного стану брав участь у страйку співробітників IHN PAN у палаці Сташица .
У цей період він підготував розділи з історії точних і природничих наук для наступного тому "Історії польської науки" за редакцією Богдана Суходольського та Зофії Скубали-Токарської. Нарешті він був випущений у 1987 році. Добжицький був автором вступу до розділу математичних і фізичних наук і частини, присвяченої історії польської астрономії в 1863–1918 роках. У 1987 році вийшло також популярне польське видання першої книги Миколи Коперника «Про революції», професійно видане Науковим товариством у Торуні та підготовлене Добжицьким. У 1994 році ця книга була перевидана.
Кінець 1980-х років став періодом активізації наукової діяльності професора. Тоді вийшло дві публікації: праця «Напрямки розвитку науки», написана разом з Тадеушем Бєньковським, і «Атлас зоряного неба: Епоха J2000.0», підготовлений разом з його сином Адамом, який швидко став видавничим хітом, а не лише серед астрономів і любителів астрономії. У той час також була опублікована важлива стаття, опублікована в «Журналі історії астрономії», підготовлена спільно з Лехом Щуцьким, про рецепцію коментарів Коперника в Європі 16 століття.
17 грудня 1989 року професора Добжицького одноголосним рішенням вченої ради було обрано директором інституту. Цей вибір без застережень схвалив віце-президент і вчений секретар Польської академії наук у листі від 11 січня 1990 р.
У 1993 р. назву Інституту було скорочено до Інституту історії науки Польської академії наук, про що професор постулював тривалий час. Протягом неповних двох термінів перебування на посаді директора професор Добжицький завдяки науковим досягненням закладу здобув найвищу для нього категорію – категорію А – у рейтингу Комітету з наукових досліджень. З 01.03.1990 р. одночасно очолює ЦПФН № 08.08 ім. Наука і освіта в розбудові польської нації та держави .
Будучи генеральним секретарем Товариства у 1992–1995 рр., професор сприяв зменшенню витрат на видання Товариства. Поза межами Оссолінеуму почали виходити «Roczniki TNW», у тому числі кілька прострочених випусків, матеріали для яких збиралися ще у 1980-х роках.
Під керівництвом професора наводився порядок і в архіві TNW. Вперше перевірено список членів Товариства. Потім був опублікований перевірений список членів TNW .
Після вступу на посаду директора IHN PAN 1 травня 1993 р. на другий термін, який проходив з певними пертурбаціями, професор вирішив у 1995 р. припинити це. З 1 листопада 1992 р. — професор, а з 15 жовтня 1997 р., у зв’язку зі змінами вчених ступенів і звань, призначений професором Інституту історії науки Польської академії наук. Варто зазначити, що вчена рада IHNOiT майже одноголосно проголосувала за пропозицію «унормувати» професорську посаду Добжицького. Відставку з посади директора прийняв тодішній віце-президент і науковий секретар Польської академії наук Анджей Вичанський.
Після відставки професор зосередився на дослідженнях з історії астрономії раннього Відродження. Їх результатом стала спільна робота з професорами Оуеном Ґінджерічем (Гарвард) і Річардом Кремером (Дартмутський коледж), яка стосувалася, зокрема, методів астрономічних досліджень того періоду. Їх результати були опубліковані в кількох важливих статтях, особливо в "Журналі з історії астрономії". Вони лише в незначній мірі відображають широкий спектр співпраці та дружби, які - особливо з Овенем Джінгеричем - успішно тривали багато років.
«Журнал для історії астрономії» — головний журнал, з яким професор був пов'язаний не тільки як член редколегії, а й як автор. Після 1990 року, окрім вищезазначених праць, написаних разом із Ґінгеріхом і Кремером, він опублікував там ще кілька текстів. Другим періодичним виданням, у якому він часто публікувався, були «Вісти в астрономії». У ній опубліковано багато праць, у тому числі кілька Добжицького, присвячених Копернику і Кеплеру, а також загальним проблемам астрономії та її історії. У той час разом з Тадеушем Бєньковським він опублікував працю «Staropolski Świat Nauk» і дві важливі статті, опубліковані на сторінках «Відродження і Реформація в Польщі» . Він також написав мемуари про професора Павла Чарторийського та розробив запис про Варшавське наукове товариство для нової шеститомної енциклопедії PWN. Зрідка друкувався, як і раніше, в «Уранії».
Похований на кладовищі в Тархомині .

## Творчість
Найважливішими своїми працями вважав публікації в галузі астрономії до Коперника та історії польської астрономії. Твори Коперника справили незабутнє враження, зокрема англійське видання « Про революції», опубліковане в Opera Omnia Коперника, також видане в Англії та США. Серед інших книг професора постійне місце зайняла праця про Коперника, написана разом з Маріаном Біскупом, видана польською, англійською, японською та тричі німецькою мовами, а також біографія Коперника, опублікована в "Польському біографічному словнику" .
Останні роки свого життя він присвятив роботі над завершальним томом «Повного зібрання творів Миколи Коперника», що містить незначні твори астронома, підготовленого в рамках гранту під керівництвом професора Анджея Вичанського .